# 1820
Cette page concerne l'année 1820 (MDCCCXX en chiffres romains) du calendrier grégorien.
L'année 1820 est une année bissextile qui commence un samedi.

## Événements
- 8 janvier : les Britanniques imposent aux cheikhs de la Côte des pirates la signature d'un traité de paix interdisant la piraterie et la traite des esclaves[1]. Début d'un protectorat britannique de fait sur le Bahreïn et le Trucial Oman.
- 1er février : capitulation d’Alep révolté contre son gouverneur, reprise par les Ottomans après 101 jours de siège[2].
- 14 février : début du règne de Minh Mang, empereur du Vietnam[3]. Il renforce la puissance monarchique et provoque de nombreuses résistances, surtout dans le sud.
- 19 avril : les premiers missionnaires américains débarquent à Hawaii[4]. Ils diffusent avec succès les valeurs morales américaines.
- 3 octobre : début du règne de Daoguang, empereur Qing de Chine (fin en 1850)[5].
- Octobre : guerre entre l’empire ottoman et la Perse[6]. Le chah marche jusqu’aux portes de Bagdad (fin en 1823).
- 1er décembre : Charles Metcalfe remplace Henry Russell comme résident britannique de la Hyderabad[7]. Il contrôle le gouvernement du nizam. Le pays tombe dans la misère. Les armées licenciées survivent grâce au pillage.

### Afrique
- 14 janvier : l'île Bourbon est affectée par une épidémie de choléra[8].
- 6 février : les premiers esclaves noirs américains libérés s'installent à Christopolis au Liberia[9].
- 18 février : début d’une expédition militaire contre l’oasis de Siouah, annexée par l’Égypte[10].
- Mars : mission de la West African Methodist Church en Sierra Leone[11].
- Avril, Afrique australe : Tchaka décide de ne plus partir en campagne et confie le commandement de ses troupes au chef Oum Selekatsi. Il proclame officiellement le royaume zoulou[12]. Il a vaincu en deux ans plus de trois cents chefs dont les territoires ont été intégrés au royaume qui atteint 30 000 km2.
- 6 juin : le gouverneur de la colonie du Cap, Rufane Donkin, se rend dans une nouvelle colonie qu'il baptise Port Elizabeth. 4 000 colons britanniques, venus par 21 bateaux, se sont installés dans la région entre décembre 1819 et mars 1820[13].
- 11 octobre : le roi de Madagascar Radama Ier renouvelle le traité avec les Britanniques[14], et reçoit l’assistance de trois sergents étrangers promus généraux.
- Octobre : sur ordre de la Porte, Méhémet Ali organise une mission au Soudan dirigée par son fils qui soumet la région de Kordofan[15]. L'Égypte fait la conquête du Soudan (fin en 1821).
- 4 novembre et 2 décembre : victoire des Égyptiens sur les Shayqiya à Korti et au mont Dager, au Soudan[15].
- 8 décembre : la London Missionary Society ouvre ses premières écoles à Antananarivo, à Madagascar[14].

- Le sultan du Maroc Mulay Slimane envoie une nouvelle expédition militaire contre la zawiya (centre religieux) de Cherradi, qui anime la révolte des Arabes dans la région du Haouz. Il s’agit d’une confrérie de mystiques et de prédicateurs d’inspiration soufie. Le sultan, battu, est fait prisonnier et retenu pendant trois jours[16].
- Fuyant les Zoulous, les Ndwandwe, dirigés par Sobhuza, fondent le royaume des Swazis[17].
- La ville de Bénin, visitée par le voyageur britannique John King, est en ruine et en pleine révolution[18].

### Amérique
- 8 janvier, Guerres civiles argentines : mutinerie d’Arequito, rébellion des officiers de l’armée du Nord des Provinces-Unies du Río de la Plata[19].
- 22 janvier : les indépendantistes d'Uruguay sont écrasés par les Portugais qui occupent la Bande orientale à la bataille de Tacuarembó[20].
- 1er février, Guerres civiles argentines : les troupes unitaires sont battues par les Fédéralistes à la bataille de Cepeda[19].
- 3 - 4 février : prise de Valdivia par les indépendantistes chiliens menés par Thomas Cochrane[21].
- 12 février : victoire des indépendantistes colombiens à la bataille de Chorros Blancos[22].
- 23 février, Guerres civiles argentines : traité de la Capilla del Pilar (es) entre les troupes unitaires et fédérales, qui reconnait la souveraineté de toutes les provinces argentines[23].

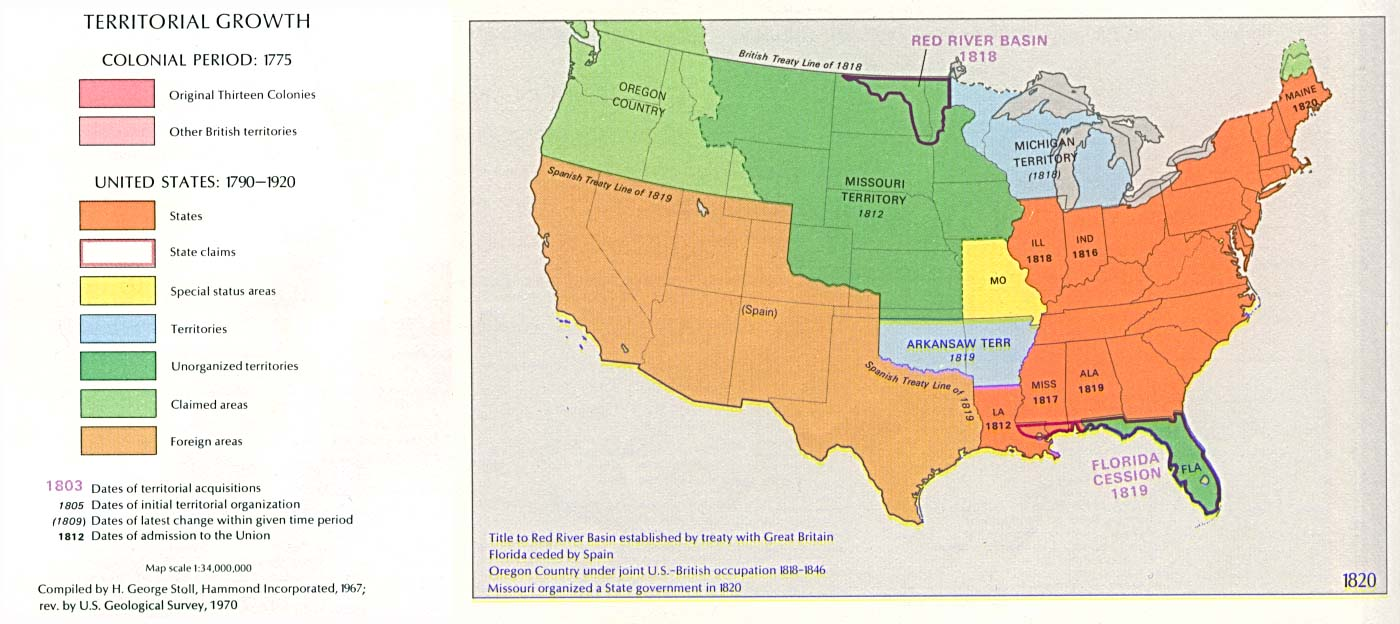
Les États-Unis en 1820

- 3 mars : compromis du Missouri, adopté par le Congrès des États-Unis, qui maintient le rapport entre États esclavagistes et non esclavagistes. Le Missouri, esclavagiste, et le Maine, non-esclavagiste, font leur entrée dans l’Union en même temps[24].
- 15 mars : le Maine devient le vingt-troisième État de l'Union américaine[25].
- 18 mars, Guerres civiles argentines : l'Assemblée Provinciale de Cordoba affirme sa souveraineté et son indépendance[19].
- Printemps : Dieu le Père et Jésus-Christ apparaissent au jeune Joseph Smith, 14 ans, dans l'État de New York[26]. Il s'agit du futur président de l'Église de Jésus-Christ des saints des derniers jours, dont les membres sont couramment appelés mormons.
- 26 mai : la constitution libérale, adoptée le 8 mars en Espagne, est proclamée en Nouvelle-Espagne, ce qui provoque l’opposition de conservateurs mexicains créoles. Le vice-roi prête serment à la constitution le 31 mai ; le même jour, le tribunal de l'Inquisition est aboli[27].
- 9 août : arrivée à Cayenne de 27 coolies chinois et de 5 malais venus de Manille pour introduire la culture du thé en Guyane. La tentative échoue[28].
- 8 septembre : débarquement de José de San Martín à la baie de Paracas, près de Pisco[29]. Début de la Guerre d'indépendance du Pérou.
- 4 octobre : début de la première campagne d'Arenales dans la sierra du Pérou[29] (fin le 8 janvier 1821).
- 8 octobre : suicide du roi Henri Christophe, qui régnait sur la partie septentrionale d'Haïti. Celle-ci passe sous l'autorité du président Jean Pierre Boyer, qui ne contrôlait jusque-là que la partie méridionale du pays (26 octobre)[30].
- 9 octobre : indépendance de Guayaquil[31]. Début de la guerre d'indépendance de l'Équateur et de la Province Libre de Guayaquil. Batailles de Camino Real (9 novembre)[32], de Huachi (22 novembre)[33], de Verdeloma[34] et de Tanizahua (3 janvier 1821)[35].
- 5-6 novembre : capture de la frégate Esmeralda pendant la guerre d'indépendance du Pérou[36].
- 9 novembre : le général Agustín de Iturbide reçoit le commandement des troupes royalistes de Nouvelle-Espagne[37].
- 6 décembre : James Monroe est réélu président des États-Unis[38].

### Europe
- 1er janvier : le pronunciamiento (insurrection d’une armée provinciale) du corps expéditionnaire colonial dirigé par le général Rafael del Riego installe les libéraux au pouvoir en Espagne (fin en 1823)[39].
- 29 janvier : début du règne de George IV du Royaume-Uni (fin en 1830)[40].

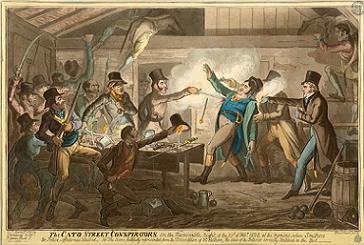
23 février : échec de la Conspiration de Cato Street.

- 23 février, Royaume-Uni : la conspiration de Cato Street, complot destiné à assassiner les membres du gouvernement, est démantelée[41]. Elle constitue le dernier épisode de l’agitation sociale.
- 6 mars - 14 avril : élections générales au Royaume-Uni[42].
- 7 mars : en Espagne, le trienio liberal rétablit la Constitution de 1812[39]. Riego est vite dépassé par un groupe de radicaux, les exaltados, qui retiennent le roi prisonnier.
- 9 mars : abolition de l’Inquisition en Espagne par les libéraux[43].
- 28 mars : signature à Courtrai du traité des Limites qui fixe la frontière entre la France et les Pays-Bas, qui deviendra la frontière Franco-Belge[44].
- Avril : offensive ottomane contre le pacha de Janina, en Épire[45]. Le sultan entend interdire les fiefs locaux qui, à l’instar de la Serbie, se sont multipliés au cours de la guerre contre la Russie. La révolte individuelle du Pacha favorise l’agitation contre les Ottomans en Grèce (1821).
- 1er mai, Royaume-Uni : pendaison des conspirateurs de Cato Street[41].
- 15 mai : acte final d’une Conférence tenue à Vienne réunissant les princes allemands contre les menaces de révolutions[46].
- 8 juin : entrée en vigueur de l'Acte confédéral allemand[47].
- 6 juillet : affaire de la reine Caroline, accusée publiquement d’adultère par le roi George IV du Royaume-Uni[40]. Georges IV est un souverain détesté, dont les démêlés conjugaux exacerbent les passions. Son épouse, Caroline, lassée de son inconduite, s’est exilée en Italie. De retour à Londres en juin, elle se lie avec les radicaux tandis que le roi tente vainement d’obtenir du Parlement l’annulation de son mariage. La mort de la reine Caroline en 1821 met fin au scandale mais le prestige de la monarchie s’en trouve considérablement diminué[48].
- 9 juillet : insurrection militaire des Carbonari (sociétés secrètes libérales partisane de l’unification de l’Italie) dans le royaume de Naples (Nola, Avellino et Naples). La révolte de Nola oblige Ferdinand Ier à accorder une constitution libérale au royaume de Naples (13 juillet) et prendre pour Premier ministre le chef de l’insurrection, le général Guglielmo Pepe (1783-1855)[49].
- 24 août : une révolution libérale éclate au Portugal et les révoltés exigent le retour du roi au Portugal, réfugié au Brésil depuis 1807. Un soulèvement militaire permet la création de la « Junte provisoire du gouvernement suprême du royaume » à Porto, suivie de la proclamation d’une junte semblable à Lisbonne. Ensemble, les deux juntes décident de la création de deux organismes provisoires : l’un prépare la convocation des Cortès, l’autre assure l’intérim du pouvoir. Du Brésil, Jean VI de Portugal reconnaît le fait accomplit. Les élections aux Cortès révèlent les premières failles dans le bloc des conjurés, entre la bourgeoisie libérale et les militaires, partisans de la restauration de l’ancien régime. Ceux-ci organisent un pronunciamiento le 11 novembre, la martinhada, par laquelle ils imposent momentanément à la junte leurs hommes et leurs principes. Cependant, les élections au Cortès constituantes porteront au pouvoir des députés certes royalistes mais décidés à proclamer les droits de l’homme et du citoyen et la souveraineté du peuple[50].

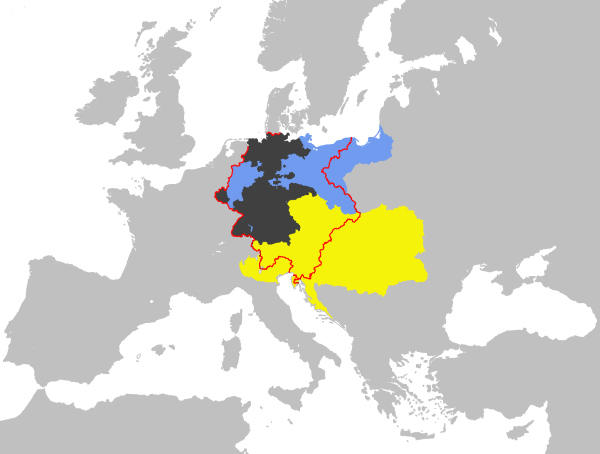
Frontières du Deutscher Bund en 1820.

- 20 octobre - 20 décembre : congrès de Troppau réunissant les Alliés de la Sainte-Alliance pour proposer un règlement à la question italienne. Metternich obtient que ses membres interviennent militairement dans les pays dont les régimes seraient en contradiction avec ses principes[51]. Le pape défend le principe de légitimité face aux mouvements insurrectionnels d’Espagne et de Naples et approuve les interventions des forces de la Sainte-Alliance.

- Parution du journal libéral « Régénération du Portugal »[52]. Une place est rebaptisée sous le nom de « Régénération ».

#### Empire russe
- 25 mars (13 mars du calendrier julien) : expulsion des Jésuites de Russie[53].
- 6 mai : exil de Pouchkine dans le sud de la Russie[54].
- Juin : mise en place d’un comité spécial pour définir de nouvelles règles de censure (Magnitski et Chichkov)[55].
- 22 juillet : arrivée à Saint-Pétersbourg du pasteur mystique munichois Johannes Gossner[56], élu directeur de la société biblique (1820-1824).
- 13 septembre (1er septembre  du calendrier julien) : ouverture du deuxième Sejm (assemblée) du royaume de Pologne[57]. Une poussée libérale s’exerce sous l’influence de Benjamin Constant et des Français ; le leader Vincent Niemojowski engage la lutte contre la censure. Le tsar, qui assiste à l’une des séances, est indigné des propos de l’opposition libérale à l’égard de la monarchie : pendant quatre ans, il ne convoque plus le Sejm. La vie politique se développe alors avec des sociétés secrètes, comme en Europe occidentale[58].
- 29 octobre (17 octobre du calendrier julien) : mutinerie du régiment de la Garde Semenovski à Saint-Pétersbourg[59], pour protester contre les brutalités de son chef, le colonel Schwartz.

- Soulèvement massif des paysans du Don[60].

## Naissances en 1820
- 17 janvier : Anne Brontë, écrivaine britannique († 28 mai 1849).
- 24 janvier : Henry Jarvis Raymond, journaliste et homme politique américain († 18 juin 1869).
- 26 janvier : Alfred Lair de Beauvais, compositeur français († mai 1869).
- 28 janvier : Anton Teichlein, peintre allemand († 8 décembre 1879).
- 31 janvier : Kanaung Mintha,  dixième roi de la dynastie Konbaung de Birmanie († 2 août 1866).

- 10 février : Cornelius Gurlitt, compositeur et organiste allemand († 27 juin 1901).
- 15 février : Susan B. Anthony, activiste américaine († 13 mars 1906).
- 17 février :
  - Elzéar-Alexandre Taschereau, cardinal canadien, archevêque de Québec († 12 avril 1898).
  - Henri Vieuxtemps, violoniste et compositeur belge († 6 juin 1881).
- 20 février : Nicola Palizzi, peintre italien († 20 septembre 1870).

- 2 mars : Edouart Douwes Dekker, écrivain néerlandais († 19 février 1887).
- 16 mars : Enrico Tamberlick, chanteur d'opéra (ténor) italien († 14 mars 1889).
- 28 mars : Édouard Batiste, organiste, professeur et compositeur français († 9 novembre 1876).
- 30 mars : Anna Sewell, écrivaine anglaise († 25 avril 1878).

- 6 avril : Nadar (Félix Tournachon), photographe français († 21 mars 1910).
- 17 avril : Achille Oudinot, peintre paysagiste, impressionniste français († 24 décembre 1891).
- 20 avril : Carl Haag, peintre allemand († 24 janvier 1915).

- 9 mai : Charles Nègre, peintre et photographe français († 16 janvier 1880).
- 10 mai :
  - Ludwig des Coudres, peintre allemand († 23 décembre 1878).
  - Hermann Wilhelm Ebel, philologue allemand, spécialiste des langues celtiques († 19 août 1875).
- 12 mai : Josef Mánes, peintre austro-hongrois († 9 décembre 1871).
- 26 mai : Mathilde Bonaparte, fille de Jérôme Bonaparte († 2 janvier 1904).
- 28 mai : Charles Ronot, peintre français († 21 janvier 1895).
- 29 mai : Ernest Slingeneyer, peintre belge († 27 avril 1894).

- 21 juin : Georg Wilhelm Timm, peintre russe († 19 avril 1895).

- 10 juillet : Hippolyte Xavier Garimond, hautboïste et compositeur français († 7 septembre 1903).
- 16 juillet : Pierre Edmond Alexandre Hédouin, peintre et graveur français († 13 janvier 1889).

- 1er août : Guillot de Sainbris, musicien et professeur de chant français († 11 juillet 1887).
- 2 août : Pierre Nord Alexis, prince, homme d'État et militaire haïtien († 1er mai 1910).
- 4 août : Pellegrino Artusi, critique littéraire, écrivain et gastronome italien († 30 mars 1911).
- 9 août : François Roffiaen, peintre belge († 20 janvier 1898).
- 30 août : Gustave Le Gray, photographe français († 29 juillet 1884).

- 6 septembre : Frederick Seymour, administrateur colonial britannique († 10 juin 1869).
- 7 septembre : Alfred de Curzon, peintre français († 4 juillet 1895).
- 10 septembre : Gustav von Meyern-Hohenberg, dramaturge et directeur de théâtre allemand († 1er mars 1878).
- 22 septembre : Jean Hégésippe Vetter, peintre français († 26 mai 1901).
- 29 septembre : Henri d'Artois, duc de Bordeaux, fils du duc de Berry († 24 août 1883).

- 4 octobre : François Musin, peintre de marine belge († 24 octobre 1888).
- 17 octobre : Édouard Roche, astronome français († 18 avril 1883).
- 24 octobre : Eugène Fromentin, peintre et écrivain français († 27 août 1876).

- 10 novembre : Hermann Cohen, prêtre, pianiste et compositeur allemand de musique profane et religieuse († 20 janvier 1871).
- 15 novembre : Auguste Anastasi, peintre français († 15 mars 1889).
- 18 novembre : James William Abert, officier et explorateur américain († 10 août 1897).
- 21 novembre : Charles Guilbert d'Anelle, peintre français († 21 juillet 1883).
- 22 novembre : Katherine Plunket, illustratrice et peintre anglo-irlandaise († 14 octobre 1932).
- 23 novembre : Ludwig von Hagn, peintre bavarois († 15 janvier 1898).
- 24 novembre : Friedrich Lux, chef d'orchestre et compositeur allemand († 9 juillet 1895).
- 28 novembre : Friedrich Engels, philosophe communiste allemand († 5 août 1895).
- 29 novembre : Eugène Lavieille, peintre français († 8 janvier 1889).

- 9 décembre : Eduard Herbst, juriste et homme politique autrichien († 25 juin 1892).
- 23 décembre : Édouard-Auguste Imer, peintre français († 13 juin 1881).

- Date précise inconnue :
  - Henri Dabfontaine-Deum, professeur et historien belge (° 17 août 1876).
  - James Fraser Forbes, homme politique canadien († 18 mai 1887).
  - Adrien Talexy, pianiste et compositeur français († 10 février 1881).
  - William Usherwood, peintre et photographe anglais († 1916).

- Vers 1820 :
- Robert Wilson Hamilton, juriste américain devenu brièvement le premier procureur général des Fidji (° 9 août 1904).

## Décès en 1820
- 9 janvier : Charles-Louis Clérisseau, architecte français (° 1721).
- 3 février : Gia Long, premier empereur de la dynastie des Nguyễn au Viêt Nam (° 1762).
- 8 février : Justus von Gruner, conseiller d'État secret et homme d'État prussien (° 28 février 1777).
- 13 février : Charles Ferdinand d'Artois, duc de Berry, prince français est assassiné par Louis Pierre Louvel (° 24 janvier 1778).
- 11 mars :
  - Dominique Doncre, peintre français (° 28 mars 1743).
  - Benjamin West, premier peintre né en Amérique qui obtient une renommée artistique internationale (° 10 octobre 1738).
- 19 mars : Edward Cooke, homme politique et pamphlétaire britannique (° 27 juin 1755).
- 27 mars : Gerhard von Kügelgen, peintre allemand (° 6 février 1772).
- 20 avril : Arthur Young, agronome britannique, célèbre par ses Travels in France (° 11 septembre 1741).
- 25 avril : Volney, moraliste et historien idéologue français (° 3 février 1757).
- 12 mai : Jacques Mathias, avocat et homme politique français (° 4 mai 1752).
- 14 mai : Paul Struck, compositeur autrichien originaire de Poméranie suédoise (° 6 décembre 1776).
- 17 mai :  Vincenzo Brenna, architecte, décorateur et peintre suisse-italien (° 20 août 1745).
- 21 mai : Curro Guillén (Francisco Herrera Rodríguez), matador espagnol (° 16 novembre 1783).
- 19 juin : Sir Joseph Banks, naturaliste et explorateur anglais (° 13 février 1743).
- 20 juin : Manuel Belgrano, intellectuel, avocat, homme politique et militaire espagnol puis argentin (° 3 juin 1770).
- 11 juillet : Florido Tomeoni, compositeur et auteur dramatique Italien (° 3 février 1755).
- 19 juillet : Louis Marion Jacquet, militaire du Premier Empire (° 19 septembre 1769).
- 9 août : Anders Sparrman, naturaliste suédois (° 27 février 1748).
- 3 octobre : Ludwig Wenzel Lachnith, corniste et compositeur bohémien (° 7 juillet 1746).
- 8 octobre :  Henri Christophe, militaire et dirigeant haïtien (° 6 octobre 1767).
- 28 novembre : Antonio Concioli, peintre italien (° 1739).
- 2 décembre : Marie-Victoire Lemoine, peintre française (° 1754).
- 21 décembre : Charles Dumonchau, pianiste et compositeur français (° 11 avril 1775).
- 26 décembre : Joseph Fouché, homme politique français (° 20 mai 1759)
- 27 décembre : Abraham Tiktin, talmudiste et rabbin prussien (° 24 décembre 1764)

Date inconnue :
- - John Black, homme politique britannique (° 1764).
  - Pietro Bonato, peintre et graveur baroque italien (° 1765).